# Daniel Sobralense
Daniel Lopes da Silva, meglio noto come Daniel Sobralense (Sobral, 10 febbraio 1983), è un ex calciatore brasiliano, di ruolo centrocampista o attaccante.
L'appellativo Sobralense, aggiunto al nome di battesimo Daniel, richiama la provenienza del giocatore nato appunto presso la città di Sobral.

## Carriera
La sua carriera è iniziata in Brasile dove ha giocato presso numerosi club.
Nel 2006 è di scena al Parnahyba, che vincerà il campionato dello Stato di Piauí. Ha poi alcune brevi parentesi all'Icasa, al Náutico e al Fortaleza, nella seconda serie brasiliana.
Nel 2008 firma un contratto con gli svedesi del Kalmar con cui vince subito il titolo nazionale, pur partendo titolare solo in nove delle 19 partite giocate. Negli anni successivi è riuscito a ritagliarsi maggior spazio, e la sua permanenza in squadra è durata in tutto quattro anni, fino al 2011.
Nell'estate 2011 ha trovato l'accordo quadriennale, valido a partire dal campionato successivo, per trasferirsi da svincolato all'IFK Göteborg diventando di fatto il primo giocatore brasiliano della storia del club. Nell'agosto 2014 passa in prestito all'Örebro dove chiude la stagione. Prima dell'inizio del campionato 2015 il suo contratto viene rescisso con un anno di anticipo dall'IFK Göteborg, complici alcune prestazioni sottotono e i problemi di ambientamento mostrati dal giocatore anche pubblicamente.
Pochi giorni più tardi firma con il Fortaleza, tornando di fatto a giocare in Brasile dopo sette campionati svedesi.